# Xuyên khung
Xuyên khung (danh pháp khoa học: Ligusticum striatum) là một loài thực vật có hoa thuộc họ Hoa tán (Apiaceae) hay được dùng làm vị thuốc. Xuyên khung là từ chữ Hán 川芎 (chuānxiōng). Đây là loài cây có nguồn gốc từ vùng Hoa Bắc nhưng nơi cung cấp loại xuyên khung chất lượng dược tính cao nhất lại là Tứ Xuyên. Xuyên khung thường ra hoa trắng vào mùa thu. Trong cây xuyên khung có chứa hoạt chất tetramethylpyrazin.

## Đặc điểm
Cây cao 30–120 cm, không lông. Rễ hình trụ. Thân đơn, ít tạo cành, phần gốc bao bọc trong màng bọc dạng sợi. Lá kép lông chim với 4-5 cặp lá chét. Hoa tán ở đầu cành kích thước 5–7 cm. Cánh hoa trắng, hình trứng ngược, gốc hình nêm. Quả bế hình trứng thuôn dài, kích thước 3–4 mm. Ra hoa và kết quả từ tháng 7 tới tháng 9. Mọc ở các sườn đồi có bóng râm trong rừng trên độ cao 1.500-3.700 m. Phân bố: tây bắc Vân Nam (Trung Quốc), Ấn Độ, Nepal.

## Y học
Y học cổ truyền Trung Quốc coi xuyên khung là một trong 50 vị thuốc cơ bản. Người ta thường sao xuyên khung hoặc cô đặc lại để làm thuốc trị huyết máu. Xuyên khung dùng chung với đương quy để bổ huyết, hành huyết. Ví dụ trong bài thuốc cổ phương Tứ Vật Thang là bài thuốc bổ âm huyết, bao gồm Xuyên khung, Đương quy, Bạch thược, Địa hoàng. Xuyên khung có vị đắng và cay, tính ôn (ấm), lợi cho gan, mật, tim.